# 勝田詩織
勝田 詩織（かつた しおり、1987年9月14日 - ）は、日本の女性声優、ナレーター。フリー。福岡県出身。

## 経歴
筑紫女学園高等学校出身。代々木アニメーション学院福岡校卒業。
以前はアズリードカンパニーに所属していた。
2010年6月10日発売のWii用ロールプレイングゲーム『ゼノブレイド』のメリア役で声優デビュー。

## 人物
特技はマッサージ。
資格は漢字検定3級。

## 出演
太字はメインキャラクター。

### テレビアニメ
時期不明
- ドラえもん（テレビ朝日版第2期）

2014年
- 普通の女子校生が【ろこどる】やってみた。
- わしも WASIMO（こども、2014年3月-）

2015年
- 城下町のダンデライオン（櫻田輝、女性コーチ）

2016年
- 三者三葉（ベルゼブブ〈猫〉、体育教師、客B）

### ゲーム
2010年
- ゼノブレイド（メリア）

2011年
- 久遠の絆 再臨詔 フルボイス版（常磐沙夜、泰子）

2015年
- ゼノブレイドクロス（アバターボイス〈お嬢さま〉）
- プリンセスメーカー（ドラゴンユース）

2018年
- オルターレコードアジャストメント（ヘーゲル）

2020年
- ゼノブレイド ディフィニティブ・エディション（メリア）

2022年
- ゼノブレイド3（メリア）

### パチンコ・パチスロ
2012年
- パチスロ・真田純勇士すぺしゃる（根津甚八）

### ドラマ
- 韓国ドラママイ・ヒーリング・ラブ〜あした輝く私へ〜(吹き替え)

#### 映画
- 彼と私と両家の事情（パン・メイリー）
- KILL SPEED（シズコ、通行人）
- 祝宴! シェフ（シャオワン〈キミ・シア〉）
- ソード・オブ・レジェンド 古剣奇譚（アー・ルァン〈カリーナ・ン〉）
- 2022 TSUNAMI（シンディ）
- ハリウッド式 恋のから騒ぎ（マヤ / クレア）
- ファイナル・ミッション（アラーナ）
- ブラック・インフェルノ（ナタリー）
- マイケルジャクソン ヒストリー：キング・オブ・ポップ1958-2009（ラトーヤ・ジャクソン 他）
- ロブスター（独身者のリーダー〈レア・セドゥ〉）

#### アニメ
2012年
- レゴ フレンズ 〜ともだちキラキラ!ものがたり〜（女性）

2013年
- レゴ チーマ 〜アニマル戦士たちの伝説〜（クランケット王妃）

2015年
- レゴ ニンジャゴー〜スピン術バトルの使い手〜（スカイラー、テレビ東京）

2019年
- レゴニンジャゴー ドラゴンハンター編（スカイラー）

### ドラマCD
- 紫電改のマキ（風紀委員長[10]）※『チャンピオンRED』6月号特別付録
- のぶながっ!（織田信長）

### 電子マンガ
- マジカル☆ドリーマーズ（ルタ・ハルジオン）

### ラジオ
- 堀川りょうの声優への道（ラジオ大阪：マンスリーアシスタント1月担当）

### その他
- 「城下町のダンデライオン」サクラダファミリーニュース（2015年8月1日、9月25日。各第3回、第6回）
- アニメTV（ナレーション）
- ココdeクイズ（ラジオCM）
- フレッツ光プレミアム キャンペーン（イベントMC）
- 「第1回全日本アニソングランプリ 福岡大会」審査員特別賞
- エターナルスカーレット-紅の騎士団-（PVナレーション）
- アース製薬WEBCM動画（ナレーション）

※現在は閲覧不可
- 内村のツボる動画（ナレーション）
- 有吉の世界同時中継 〜今、そっちってどうなってますか?〜（ボイスオーバー）
- 【EdLogクリップ採点支援システム ひまわりエディション】光文書院動画（ナレーション）
- インターナショナル・メディア学院講師。